# Rosângela Gomes
Rosângela de Souza Gomes (Nova Iguaçu, 27 de dezembro de 1966) é uma auxiliar de enfermagem, advogada, auxiliar administrativa e política brasileira filiada ao Republicanos. Atualmente é deputada federal licenciada e secretária estadual de Assistência Social do Rio de Janeiro.

## Biografia
Rosângela Gomes começou a sua jornada profissional como vendedora ambulante, trabalhou como auxiliar em serviços gerais em uma clínica dentária e foi instrumentadora cirúrgica e auxiliar de enfermagem na Cruz Vermelha, no Hospital Renaud Lambert e no Hospital da Posse. Formou-se em Direito pela Universidade Cândido Mendes, pós-graduou-se em Políticas Públicas e Direito Público pela  Iuperj.

## Carreira Política
Em 2000, pelo PL, foi eleita vereadora de sua cidade natal, Nova Iguaçu, tornando-se a única mulher na Câmara Municipal. Em 2004, foi reeleita. Em 2006, filiou-se ao PRB, do vice-presidente José Alencar. Concorreu ao Senado da República Federal em 2006, atingindo 262 132 votos e não sendo eleita. Em 2010, elegeu-se deputada estadual.
Em 2014, foi eleita deputada federal, com apoio de Edir Macedo.  Em 17 de abril de 2016, votou a favor da abertura do processo de impeachment da presidente Dilma Rousseff. Já durante o Governo Michel Temer, votou a favor da PEC do Teto dos Gastos Públicos. Em abril de 2017 foi favorável à Reforma trabalhista.  Em 2 de agosto de 2017, votou a favor da rejeição da denúncia contra o presidente Michel Temer.
Reelegeu-se deputada federal por mais duas vezes, nas eleições de 2018 e 2022. Em 2 de janeiro de 2023, se licencia do mandato para assumir a secretaria estadual de Assistência Social. 

## Desempenho eleitoral
| Ano  | Eleição                    | Cargo             | Partido      | Coligação                              | Vice/Suplentes                                                        | Votos   | %      | Resultado           |
| ---- | -------------------------- | ----------------- | ------------ | -------------------------------------- | --------------------------------------------------------------------- | ------- | ------ | ------------------- |
| 2000 | Municipal de Nova Iguaçu   | Vereadora         | PL           | Renovação pela Fé (PST, PL)            | —                                                                     | 5.108   | 1,71%  | Eleita              |
| 2004 | Municipal de Nova Iguaçu   | Vereadora         | PL           | Aliança Liberal (PSL, PL)              | —                                                                     | 6.262   | 1,78%  | Eleita              |
| 2006 | Estadual no Rio de Janeiro | Senadora          | PRB          | —                                      | 1º suplente: Jeronimo Alves (PRB) 2º suplente: Vilma dos Santos (PRB) | 264.155 | 3,59%  | Não eleita 5° lugar |
| 2008 | Municipal de Nova Iguaçu   | Vereadora         | PRB          | —                                      | —                                                                     | 4.230   | 1,13%  | Eleita              |
| 2010 | Estadual no Rio de Janeiro | Deputada estadual | PRB          | —                                      | —                                                                     | 10.586  | 0,13%  | Eleita              |
| 2014 | Estadual do Rio de Janeiro | Deputada federal  | PRB          | —                                      | —                                                                     | 101.686 | 1,44%  | Eleita              |
| 2016 | Municipal de Nova Iguaçu   | Prefeita          | PRB          | Nova Iguaçu de Mãos Limpas (PRB, PRTB) | Vice: Pr. Abílio Maciel (PRTB)                                        | 38.690  | 10,41% | Não eleita 3° lugar |
| 2018 | Estadual do Rio de Janeiro | Deputada federal  | PRB          | —                                      | —                                                                     | 63.952  | 0,90%  | Eleita              |
| 2020 | Municipal de Nova Iguaçu   | Prefeita          | Republicanos | —                                      | Vice: Thiago Rachid (Republicanos)                                    | 15.857  | 5,63%  | Não eleita 4° lugar |
| 2022 | Estadual do Rio de Janeiro | Deputada federal  | Republicanos | —                                      | —                                                                     | 76.292  | 0,88%  | Eleita              |